# Lipjan (Želino)
Lipjan (makedonsky: Липјан) je historická vesnice v Severní Makedonii. Nachází se v opštině Želino v Položském regionu. 

## Geografie
Území se nachází v oblasti Položská kotlina, na pravém břehu řeky Vardar, ve vzdálenosti 1,5 km od vesnice Strimnica.

## Historie
Vesnice Lipjan existovala již od středověku a byla osídlena makedonským obyvatelstvem, které později emigrovalo. V tureckých listinách z let 1467/68 je zapsáno, že zde žilo 12 křesťanských rodin pod vedením molka (osoby s vojenskými zásluhami). V roce 1795 je vesnice zmíněna v zápisech Redžepa Paši, který ji daroval pod správu Tetovského ejáletu. 
Vesnice byla vysídlena v první polovině 19. století. Několik rodin se přestěhovalo do Čelopku a jedna rodina do Žilče. Potomci původních obyvatel žijí také ve městech Tetovo, Skopje či bulharském Plovdivu. 
V roce 1896 vydal Gjorče Petrov knihu o Makedonii, kde zmiňuje, že vesnice byla pojmenována díky množství lipových stromů v jejím okolí. Obyvatelstvo zde bylo zrádné a za turecké nadvlády se mstilo ostatním vesnicím, které jej darovaly pod nadvládu Turků. 